# Ernest Augustus Hannoverský
Ernest Augustus, korunní princ hannoverský, 3. vévoda z Cumberlandu a Teviotdale (německy: Ernst August Wilhelm Adolph Georg Friedrich; 21. září 1845, Hannover – 14. listopadu 1923, Gmunden) byl nejstarší dítě a jediný syn krále Jiřího V. Hannoverského a jeho manželky Marie Sasko-Altenburské. Roku 1866 byl zbaven trůnu z důvodu připojení k Prusku a později roku 1884 také Brunšvického vévodství. Přestože byl nejstarším potomkem Jiřího I., II. a III. v mužské linii, vévoda z Cumberlandu byl zbaven svých britských šlechtických titulů a vyznamenání za to, že v první světové válce stál na straně Německa.

## Život
Narodil se za panování svého dědečka Arnošta Augusta I. Hannoverského. Po nástupu svého otce na trůn stal se korunním princem. Vilém I. Pruský a jeho premiér Otto von Bismarck sesadili jeho otce Jiřího V. a připojili Hannover k Pruské říši.
Po Prusko-rakouské válce odešla Hannoverská královská rodina do exilu a usadily se v Hietzingu poblíž Vídně ale hodně času strávil v Paříži. Jiří V. nikdy neopustil požadavek na hannoverský trůn a na vlastní náklady udržoval Guelfskou legii.
Když 12. června 1878 zemřel jeho otec princ Ernest získal britský titul vévody z Cumberlandu a Teviotdale a irský titul hraběte z Armaghu. Dne 1. srpna 1878 ho královna Viktorie pasovala na rytíře Podvazkového řádu.
Roku 1875 při návštěvě svého druhého bratrance Alberta Edwarda, prince z Walesu v Sandringhamu, potkal princeznu Thyru Dánskou, nejmladší dceru krále Kristiána IX. a sestru Alexandry, princezny z Walesu pozdější královnu choť.
Dne 21. prosince 1878 se sní v paláci Christiansborg v Kodani oženil.
Roku 1876 ho královna Viktorie jmenovala plukovníkem Britské armády. Roku 1886 byl povýšen na generálmajora, roku 1892 na generálporučíka a roku 1898 na generála.
Když roku 1884 zemřel Vilém Brunšvický vévoda z Brunšviku a vzdálený bratranec Ernesta sám se prohlásil novým vévodou. Nicméně i jako legitimní nástupce trůnu v Hannoveru byl nucen vévodský trůn opustit a vladařem (regentem) se stal princ Albert Pruský. Když princ Albert zemřel jeho nástupcem se stal vévoda Jan Albert Meklenburský.
Roku 1913 se částečně smířil s dynastií Hohenzollernů z důvodu sňatku jeho syna Arnošta Augusta Brunšvického s dcerou německého císaře Viléma II. Pruského. Vzdal se nástupnického trůnu v Brunšviku.
Vypuknutím 1. světové války porušil vztah mezi Britskou královskou rodinou a jeho Hannoverskými bratranci. Dne 13. května 1915 ho král Jiří V. zbavil titulu rytíře Podvazkového řádu.
Zemřel 14. listopadu 1923 v Gmunden na mrtvici.

## Tituly a oslovení
Hannoverské království
- 21. září 1845 – 18. listopadu 1851: Jeho královská Výsost princ Ernest Augustus Hannoverský, vévoda Brunšvicko-Lüneburský
- 18. listopadu 1851 – 20. září 1866: Jeho královská Výsost korunní princ Hannoverský, vévoda Brunšvicko-Lüneburský
- 20. září 1866 – 12. června 1878: Jeho královská Výsost korunní princ Hannoverský, vévoda Brunšvicko-Lüneburský (titulární)
- 12. června 1878 – 14. listopadu 1923: Jeho Veličenstvo král Hannoveru, vévoda Brunšvicko-Lüneburský (titulární)

 Německá říše
- 1918 – 1923: Herr Ernest Augustus von Hannover

 Spojené království
- 21. září 1845 – 12. června 1878: Jeho Výsost princ Ernest Augustus z Cumberlandu
- 12. června 1878 – 28. března 1919: Jeho Výsost princ Ernest Augustus, vévoda z Cumberlandu a Teviotdale

## Potomci
Se svou manželkou měl 6 dětí:
- Marie Luisa Hannoverská (11. října 1879 – 31. ledna 1948), ⚭ 1900 Maxmilián Bádenský (10. července 1867 – 6. listopadu 1929), říšský kancléř Německého císařství (od 3. října do 9. listopadu 1918), hlavadynastie Zähringenů a titulární bádenský velkovévoda
- Jiří Vilém Hannoverský (28. října 1880 – 20. května 1912), tragicky zahynul, svobodný a bezdětný
- Alexandra Hannoverská (29. září 1882 – 30. srpna 1963), ⚭ 1904 Fridrich František IV. Meklenburský (9. dubna 1882 – 17. listopadu 1945), velkovévoda meklenbursko-zvěřínský
- Olga Hannoverská (11. července 1884 – 21. září 1958), svobodná a bezdětná
- Kristián Hannoverský (4. července 1885 – 3. září 1901)
- Arnošt August Hannoverský (17. listopadu 1887 – 30. ledna 1953), poslední brunšvický vévoda, ⚭ 1913 Viktorie Luisa Pruská (13. září 1892 – 11. prosince 1980)

## Vývod z předků
|                             |                                         |  |                                              |                                                            |  |  |  |  |  |  |  | Frederik Ludvík Hannoverský |
|                             |                                         |  |                                              |                                                            |  |  |  |  |  |  |  |                             |
|                             | Jiří III.                               |  |                                              |                                                            |  |  |  |  |  |  |  |                             |
|                             |                                         |  |                                              |                                                            |  |  |  |  |  |  |  |                             |
|                             |                                         |  |                                              | Augusta Sasko-Gothajská                                    |  |  |  |  |  |  |  |                             |
|                             |                                         |  |                                              |                                                            |  |  |  |  |  |  |  |                             |
|                             | Arnošt August I. Hannoverský            |  |                                              |                                                            |  |  |  |  |  |  |  |                             |
|                             |                                         |  |                                              |                                                            |  |  |  |  |  |  |  |                             |
|                             |                                         |  |                                              | Karel Ludvík Fridrich Meklenbursko-Střelický               |  |  |  |  |  |  |  |                             |
|                             |                                         |  |                                              |                                                            |  |  |  |  |  |  |  |                             |
|                             | Šarlota Meklenbursko-Střelická          |  |                                              |                                                            |  |  |  |  |  |  |  |                             |
|                             |                                         |  |                                              |                                                            |  |  |  |  |  |  |  |                             |
|                             |                                         |  |                                              | Alžběta Sasko-Hildburghausenská                            |  |  |  |  |  |  |  |                             |
|                             |                                         |  |                                              |                                                            |  |  |  |  |  |  |  |                             |
|                             | Jiří V. Hannoverský                     |  |                                              |                                                            |  |  |  |  |  |  |  |                             |
|                             |                                         |  |                                              |                                                            |  |  |  |  |  |  |  |                             |
|                             |                                         |  |                                              | Karel Ludvík Fridrich Meklenbursko-Střelický               |  |  |  |  |  |  |  |                             |
|                             |                                         |  |                                              |                                                            |  |  |  |  |  |  |  |                             |
|                             | Karel II. Meklenbursko-Střelický        |  |                                              |                                                            |  |  |  |  |  |  |  |                             |
|                             |                                         |  |                                              |                                                            |  |  |  |  |  |  |  |                             |
|                             |                                         |  |                                              | Alžběta Sasko-Hildburghausenská                            |  |  |  |  |  |  |  |                             |
|                             |                                         |  |                                              |                                                            |  |  |  |  |  |  |  |                             |
|                             | Frederika Meklenbursko-Střelická        |  |                                              |                                                            |  |  |  |  |  |  |  |                             |
|                             |                                         |  |                                              |                                                            |  |  |  |  |  |  |  |                             |
|                             |                                         |  |                                              | Jiří Vilém Hesensko-Darmstadtský                           |  |  |  |  |  |  |  |                             |
|                             |                                         |  |                                              |                                                            |  |  |  |  |  |  |  |                             |
|                             | Frederika Hesensko-Darmstadtská         |  |                                              |                                                            |  |  |  |  |  |  |  |                             |
|                             |                                         |  |                                              |                                                            |  |  |  |  |  |  |  |                             |
|                             |                                         |  |                                              | Marie Luisa Albertina Leiningensko-Falkenbursko-Dagsburská |  |  |  |  |  |  |  |                             |
|                             |                                         |  |                                              |                                                            |  |  |  |  |  |  |  |                             |
| Ernest Augustus Hannoverský |                                         |  |                                              |                                                            |  |  |  |  |  |  |  |                             |
|                             |                                         |  |                                              |                                                            |  |  |  |  |  |  |  |                             |
|                             |                                         |  | Arnošt Fridrich III. Sasko-Hildburghausenský |                                                            |  |  |  |  |  |  |  |                             |
|                             |                                         |  |                                              |                                                            |  |  |  |  |  |  |  |                             |
|                             | Fridrich Sasko-Altenburský              |  |                                              |                                                            |  |  |  |  |  |  |  |                             |
|                             |                                         |  |                                              |                                                            |  |  |  |  |  |  |  |                             |
|                             |                                         |  |                                              | Ernestina Sasko-Výmarská                                   |  |  |  |  |  |  |  |                             |
|                             |                                         |  |                                              |                                                            |  |  |  |  |  |  |  |                             |
|                             | Josef Sasko-Altenburský                 |  |                                              |                                                            |  |  |  |  |  |  |  |                             |
|                             |                                         |  |                                              |                                                            |  |  |  |  |  |  |  |                             |
|                             |                                         |  |                                              | Karel II. Meklenbursko-Střelický                           |  |  |  |  |  |  |  |                             |
|                             |                                         |  |                                              |                                                            |  |  |  |  |  |  |  |                             |
|                             | Šarlota Georgina Meklenbursko-Střelická |  |                                              |                                                            |  |  |  |  |  |  |  |                             |
|                             |                                         |  |                                              |                                                            |  |  |  |  |  |  |  |                             |
|                             |                                         |  |                                              | Frederika Hesensko-Darmstadtská                            |  |  |  |  |  |  |  |                             |
|                             |                                         |  |                                              |                                                            |  |  |  |  |  |  |  |                             |
|                             | Marie Sasko-Altenburská                 |  |                                              |                                                            |  |  |  |  |  |  |  |                             |
|                             |                                         |  |                                              |                                                            |  |  |  |  |  |  |  |                             |
|                             |                                         |  |                                              | Fridrich II. Evžen Württemberský                           |  |  |  |  |  |  |  |                             |
|                             |                                         |  |                                              |                                                            |  |  |  |  |  |  |  |                             |
|                             | Ludvík Württemberský                    |  |                                              |                                                            |  |  |  |  |  |  |  |                             |
|                             |                                         |  |                                              |                                                            |  |  |  |  |  |  |  |                             |
|                             |                                         |  |                                              | Bedřiška Braniborsko-Schwedtská                            |  |  |  |  |  |  |  |                             |
|                             |                                         |  |                                              |                                                            |  |  |  |  |  |  |  |                             |
|                             | Amálie Württemberská                    |  |                                              |                                                            |  |  |  |  |  |  |  |                             |
|                             |                                         |  |                                              |                                                            |  |  |  |  |  |  |  |                             |
|                             |                                         |  |                                              | Karel Kristián Nasavsko-Weilburský                         |  |  |  |  |  |  |  |                             |
|                             |                                         |  |                                              |                                                            |  |  |  |  |  |  |  |                             |
|                             | Henrietta Nasavsko-Weilburská           |  |                                              |                                                            |  |  |  |  |  |  |  |                             |
|                             |                                         |  |                                              |                                                            |  |  |  |  |  |  |  |                             |
|                             |                                         |  |                                              | Karolína Oranžsko-Nasavská                                 |  |  |  |  |  |  |  |                             |
|                             |                                         |  |                                              |                                                            |  |  |  |  |  |  |  |                             |